# Богачівська волость
Богачівська волость — історична адміністративно-територіальна одиниця Звенигородського повіту Київської губернії з центром у селі Богачівка.
Станом на 1886 рік складалася з 8 поселень, 5 сільських громад. Населення — 5361 особа (2612 чоловічої статі та 2749 — жіночої), 1070 дворових господарства.
|                     | Площа, десятин | У тому числі орної, десятин |
| ------------------- | -------------- | --------------------------- |
| Сільських громад    | 7061           | 4390                        |
| Приватної власності | 7              | —                           |
| Казенної власності  | 2947           | 105                         |
| Іншої власності     | 176            | 119                         |
| Загалом             | 10191          | 4614                        |

Поселення волості:
- Богачівка — колишнє державне село при річці Шполка за 10 верст від повітового міста, 1462 особи, 276 дворів, православна церква, школа, постоялий двір, постоялий будинок, 10 вітряних млинів, крупорушка, маслобійний завод.
- Верески (Хлипнівка) — колишнє державне село при річці Гнилий Тікич, 580 осіб, 110 дворів, православна церква, школа, постоялий будинок, лавка, водяний і 2 вітряних млини.
- Грудзівка (Попів Ріг) — колишнє державне село, 650 осіб, 127 дворів, постоялий будинок.
- Михайлівка (Сосова) — колишнє державне село, 610 осіб, 121 двір, православна церква, школа, 3 постоялий будинки, 3 вітряних млини, маслобійний завод.
- Юрківка — колишнє державне село при річці Шполка, 2023 особи, 425 дворів, православна церква, школа, 3 постоялий будинки, 10 вітряних млинів, 3 маслобійних заводи.

Наприкінці XIX сторіччя об'єднана з Стебнянською волостю з утворенням Єрківської волості, села Верески, Грудзівка та Михайлівка відійшли до Тарасівської волості.